# Mainz
Mainzⓘ (latină Mogontiacum, franceză Mayence, în trecut denumit în română Maiența) este un oraș în Germania, reședința landului Renania-Palatinat, cu o populație de aprox. 200.000 de locuitori. Se află pe malul stâng al Rinului. În Mainz își are sediul Universitatea Johannes Gutenberg și Dieceza romano-catolică de Mainz, care a fost în Evul Mediu una din cele mai importante episcopii catolice din spațiul de limbă germană.

## Date geografice
Mainz se află pe malul vestic al Rinului, pe partea opusă a confluenței râului Main cu Rinul. La 31 decembrie 2012 avea o populație de 202.756 de locuitori.
Orașul e format din 15 cartiere: Altstadt, Neustadt, Mombach, Gonsenheim, Hartenberg-Münchfeld, Oberstadt, Bretzenheim, Finthen, Drais, Lerchenberg, Marienborn, Hechtsheim, Ebersheim, Weisenau și Laubenheim.
Până în 1945 suburbiile Bischofsheim (astăzi comună independentă) și Ginsheim-Gustavsburg (care împreună formează o comună independentă) aparțineau Mainzului.
Fostele suburbii Amöneburg, Kastel, și Kostheim, pe scurt AKK, țin astăzi de orașul Wiesbaden (pe malul drept al râului, vizavi de Mainz). AKK a fost separat de Mainz atunci când Rinul a devenit granița dintre zona de ocupație franceză (viitorul land Renania-Palatinat) și zona de ocupație americană (landul Hessa, germană: Hessen) în 1945.

## Obiective turistice
- Domul din Mainz. Unul din cele mai importante domuri romanice din Germania (alături de cele din Bamberg, Speyer și Worms).
- Stephanskirche. Între anii 1978-1985 pictorul modern evreu Marc Chagall a creat 9 vitralii, în diferite nuanțe de albastru, în corul bisericii, eveniment unic în Germania. Pictorul a ales această biserică, pe baza prieteniei sale cu preotul parohiei Klaus Mayer. Vitraliile, înfățișând scene biblice, simbolizează dorința pictorului de reconciliere germano-israeliană.
- Muzeul Gutenberg[6], deschis în 1900 cu ocazia împlinirii a 500 de ani de la nașterea lui Johannes Gutenberg. Aici se pot vedea invențiile și operele de artă ale lui Gutenberg, cel care în 1450 a revoluționat tehnica tiparului.

## Varia
Mainz este străbătut de paralela de 50° nord, marcată cu o linie distinctă în centrul orașului.

## Galerie de imagini

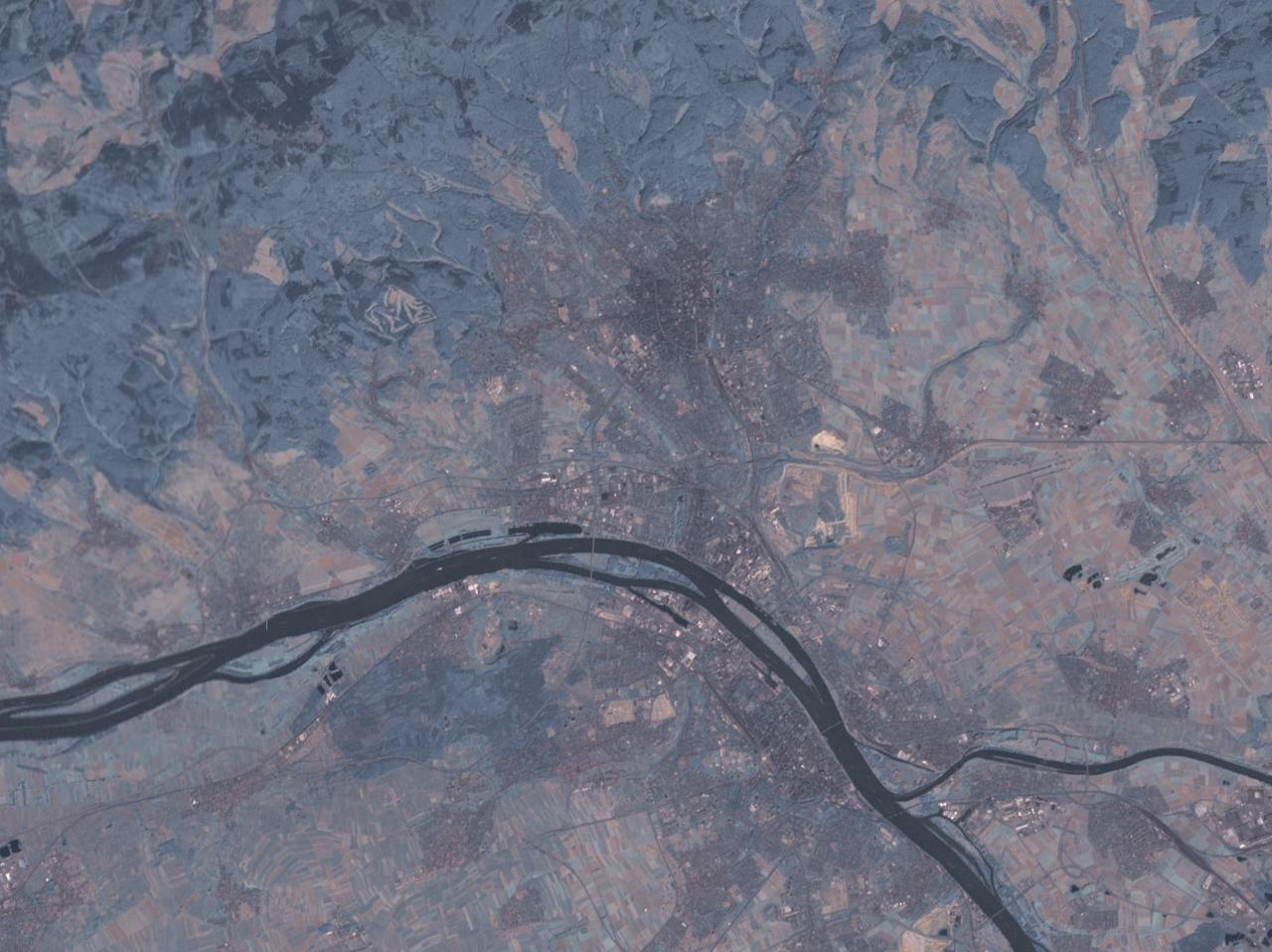
Fotografie din satelit a orașelor Wiesbaden și Mainz la vărsarea Mainului în Rin
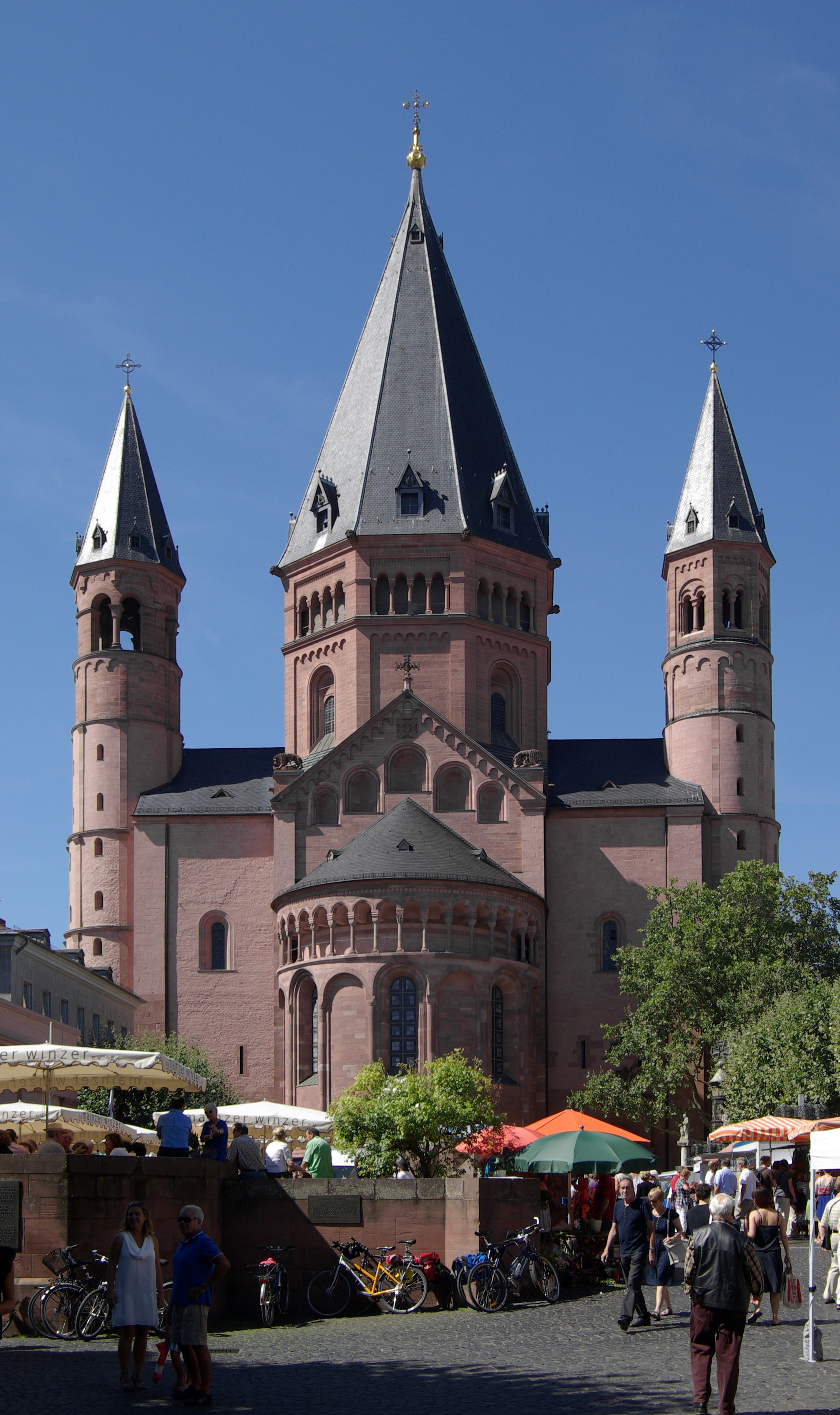
Domul din Mainz
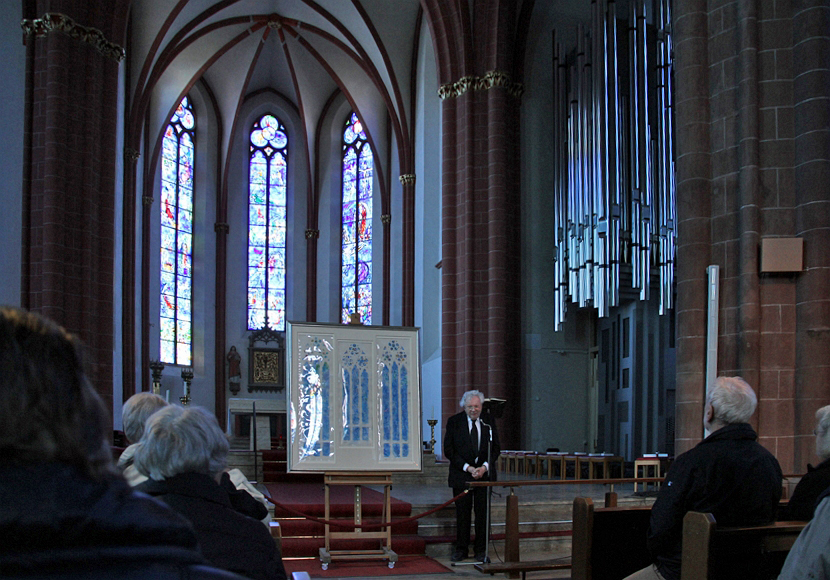
Biserica Stephanskirche (vitraliile albastre din Stephanskirche, create de Marc Chagall)
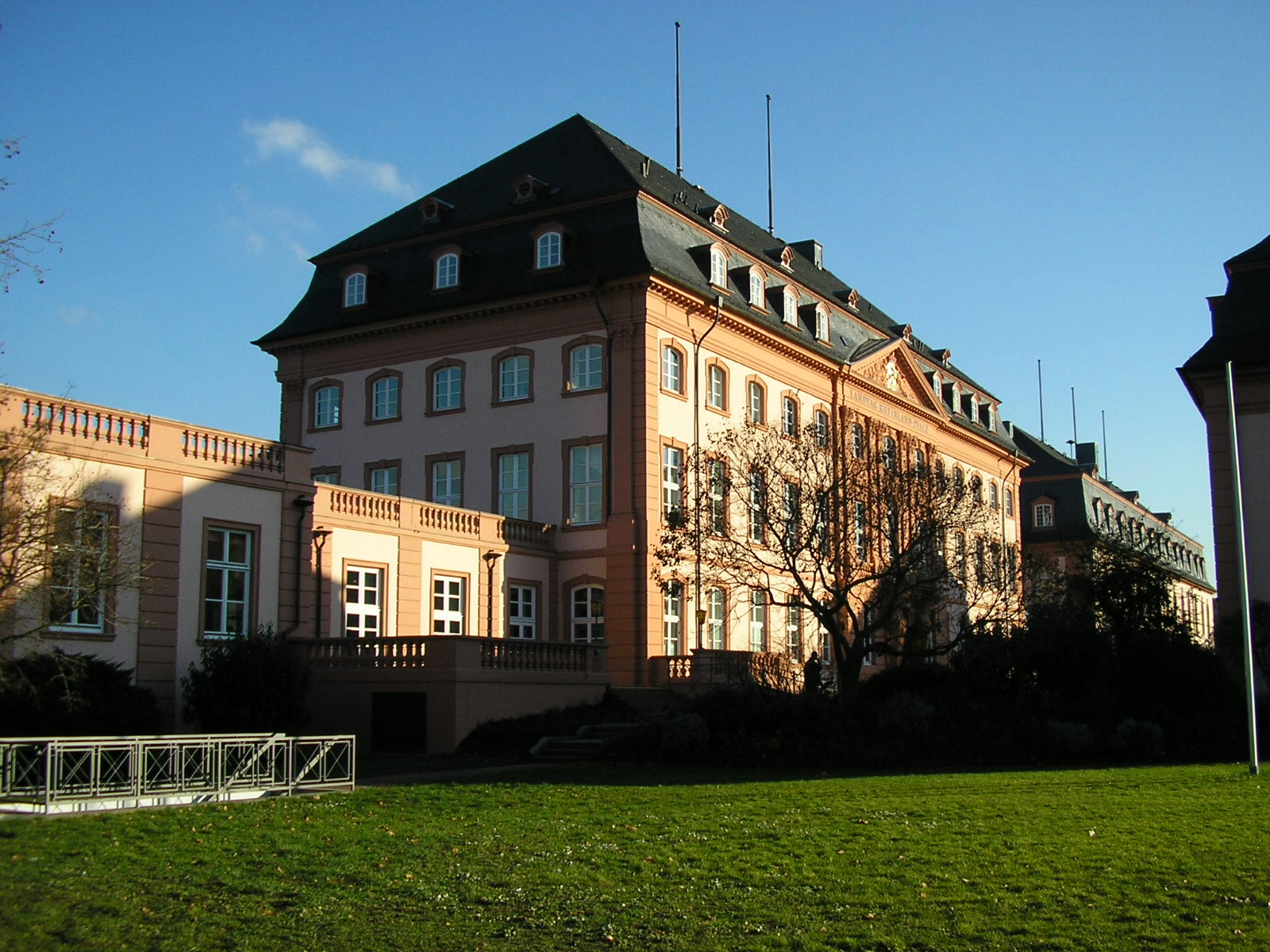
"Deutschhaus" Parlamentul landului Renania-Palatinat
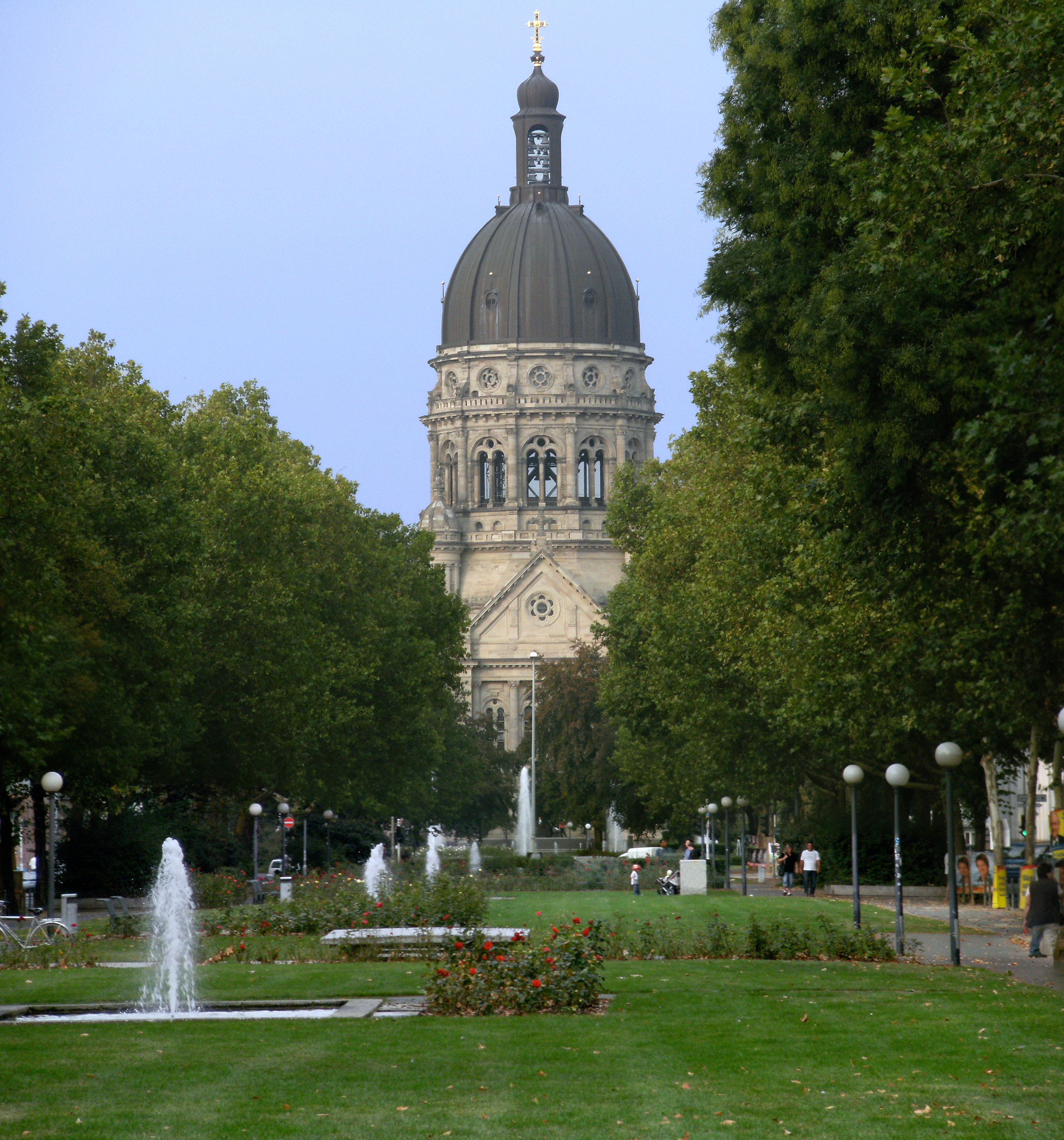
"Kaiserstraße" ("Strada împăratului") Aleea centrală
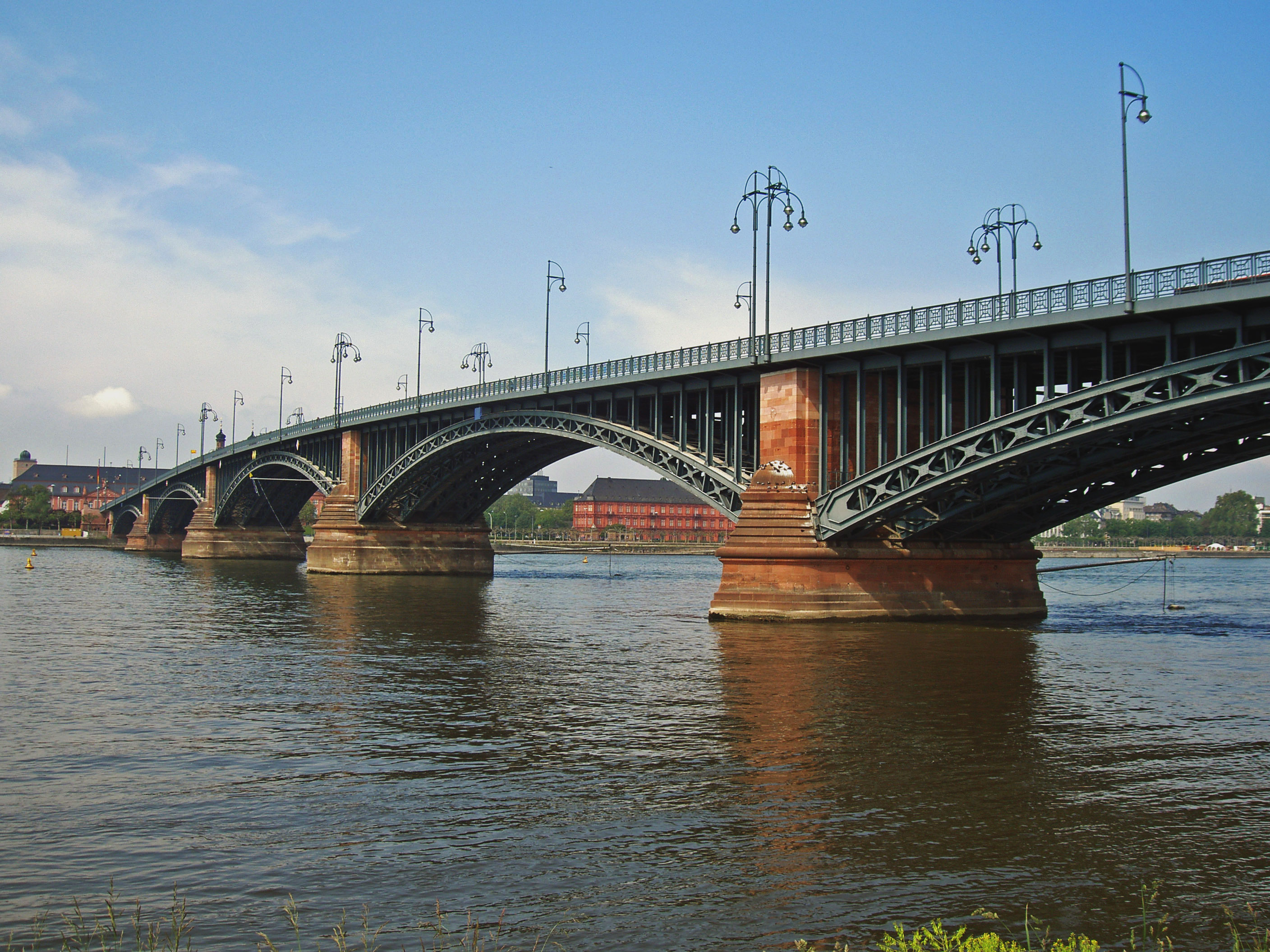
Podul peste Rin "Theodor Heuss"
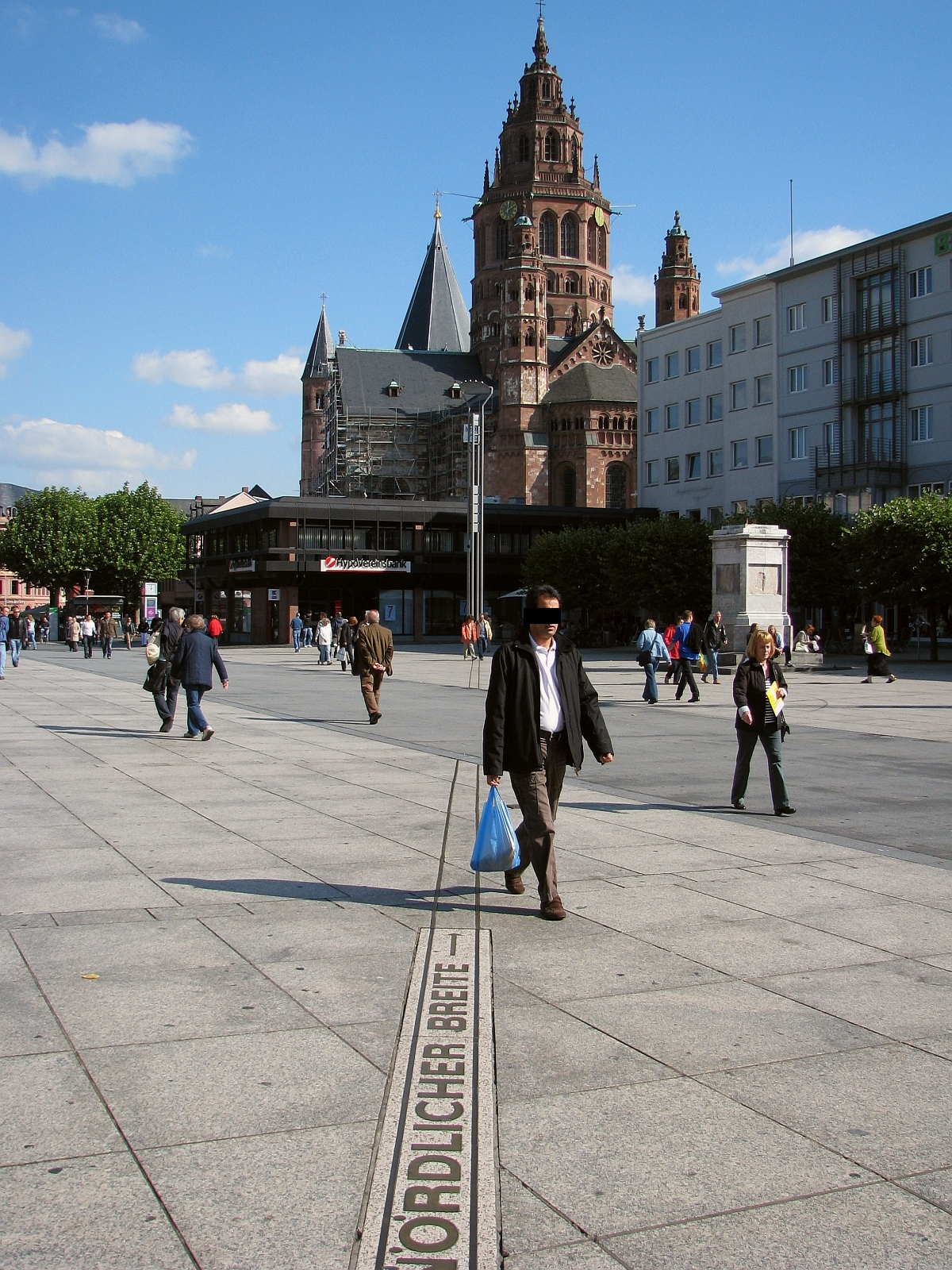
Paralela de 50° Nord care străbate orașul Mainz

## Sport
Clubul de fotbal FSV Mainz 05 a fost înființat în oraș în anul 1905.